# Josef rytíř von Kress
Josef Adam Adolf rytíř von Kress (17. června 1817 Kozolupy – 14. listopadu 1881 Praha) byl česko-rakouský inženýr, projektant a podnikatel, hlavní inženýr pozemních staveb a později též generální ředitel železniční společnosti Buštěhradské dráhy (BEB) až do své smrti v roce 1881. Za zásluhy o rozvoj železnice v Rakousku-Uhersku mu byl udělen rytířský titul.

## Mládí
Narodil se v Kozolupech u Plzně, v letech 1831–1834 absolvoval Polytechnický ústav v Praze. Byl zaměstnán jako praktikant u pražského architekta Josefa Krannera. Poté s Františkem Antonínem Gerstnerem odcestoval do Ruska, kde se podílel na výstavbě první ruské železnice z Petrohradu do města Carskoje Selo. Nabyté zkušenosti pak využil, když roku 1853 nastoupil jako vedoucí provozu pražsko-lánské koněspřežky ke společnosti BEB.

## Buštěhradská dráha

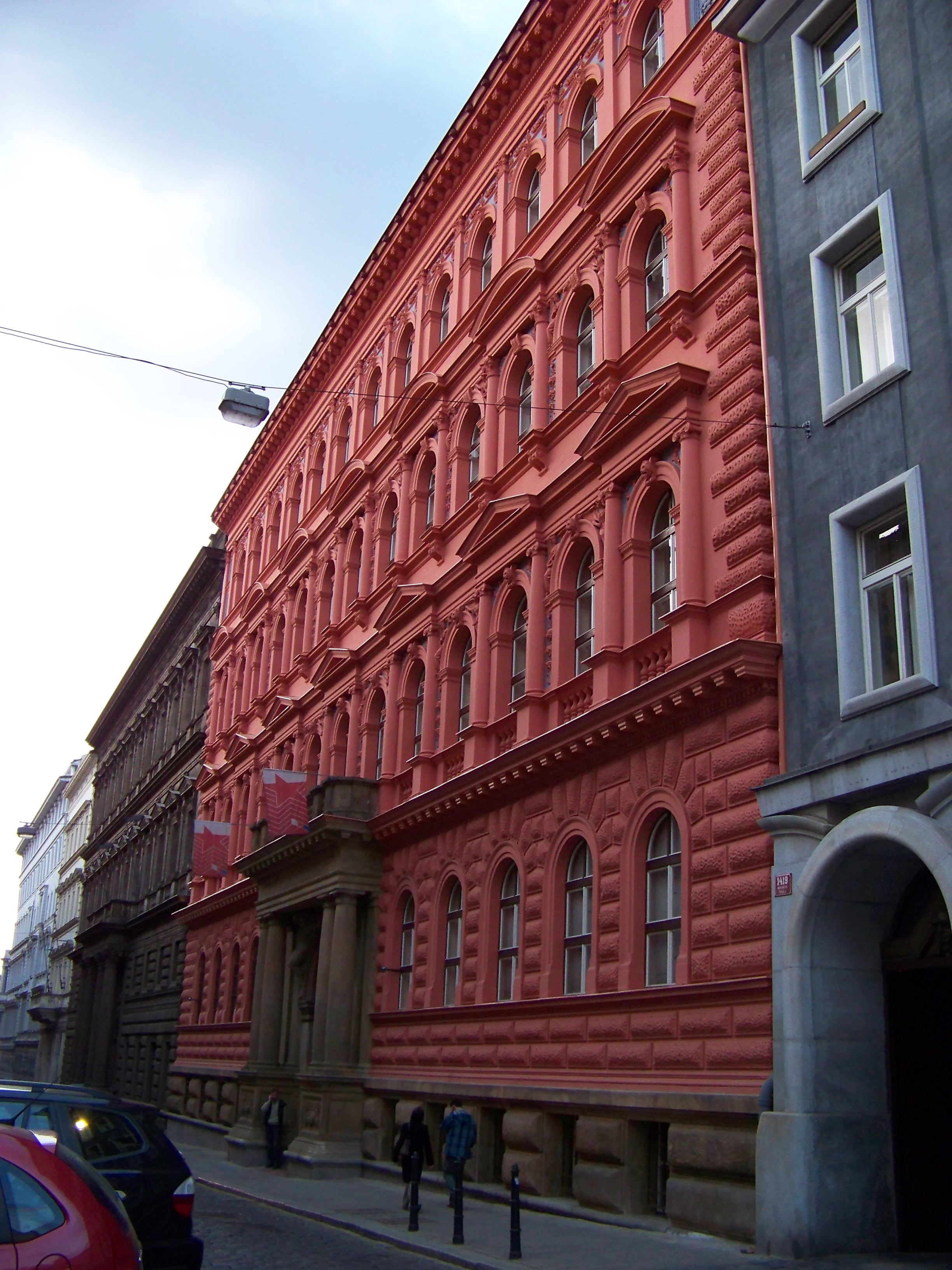
Někdejší ředitelství BEB na Novém Městě v Praze

Josef Kress se postupně vypracoval na pozici hlavního inženýra. Navrhl a řídil stavbu trati mezi Kralupy a Starým Kladnem v letech 1854–1855, následně se začala společnost zaměřovat na parostrojní dopravu. Na schůzi železničních podnikatelů v Mladé Boleslavi prosadil propojení sítě BEB přes Kralupy a Neratovice na zamýšlené tratě směrem k Liberci, aby bylo možné ze středočeských černouhelných revírů dopravit do těchto průmyslových regionů uhlí. Roku 1861 se Josef Kress stává generálním ředitelem BEB, na místo hlavního inženýra pozemních staveb nastupuje Kressův dlouholetý spolupracovník, dosavadní asistent Josef Chvála, zaměstnaný u BEB od založení společnosti.
Ve spolupráci se stavebními firmami bratří Kleinů, Vojtěcha Lanny staršího, Jana Muziky a především pak Jana Schebka rozvinula BEB pod Kressovým vedením svou železniční síť ze středních Čech dále severním a severozápadním směrem k mostecké, duchcovské a sokolovské důlní oblasti podél řeky Ohře až do Chebu a dále k hranicím se Saskem. Během jeho působení byla v letech 1870–1872 postavena podle návrhu Vojtěcha Ignáce Ullmanna majestátní budova Ředitelství Buštěhradské dráhy v pozdější ulici Politických vězňů v Praze, stavebně navazující na Schebkův palác.
Josef Kress dále zasedal ve správních radách společností Turnovsko-kralupsko-pražská dráha a Česká severní dráha, byl také viceprezidentem správní rady Ústecko-teplické dráhy. 31. října 1865 se stal jedním z zakládající členů Spolku inženýrů a architektů v Království Českém, který se stal základem spolků České komory architektů a Českého svazu stavebních inženýrů. Roku 1873 mu byl udělen řád Železné koruny III. třídy, o dva roky později byl pak povýšen do rytířského stavu, od té doby se uvádí jako Josef rytíř von Kress.

## Rodina
Oženil se s Josefínou Hauserovou (1819–1862) z Českých Budějovic. Vychovali čtyři děti, z nichž nejstarší syn Otto (*1846) byl statkářem, majitelem domu a úředníkem Buštěhradské dráhy, stejně jako vnuk Otto . Mladší syn Emil (*1848) vystudoval železniční stavitelství a oženil se s Terezií Dittrichovou, vdovou po Karlu Dittrichovi, majiteli tří pražských usedlostí. Nejstarší dcera Hedvika (*1845) se provdala za Franze Dittricha Kalkhoffa, průkopníka dodekafonické hudby.  Osud nejmladší dcery Pavlíny (* 1851) není znám.

## Úmrtí
Zemřel v Praze věku 64 let a je pochován nedaleko kostela ve staré části Malostranského hřbitova, stejně jako někteří další zaměstnanci BEB.